# Riu Wapsipinicon
El riu Wapsipinicon, és un afluent del Mississipi, als estats de Minnesota i Iowa (Estats Units) d'aproximadament 480 km de llarg. Comença prop de la frontera sud-est de Minnesota i travessa el nord-est d'Iowa. Drena una regió agrícola rural de turons sinuosos al nord i de congostos entre Waterloo i Cedar Rapids.
Neix al comtat de Mower, Minnesota i entra a Iowa al nord del comtat de Mitchell. Flueix generalment cap al sud-est a través dels comtats rurals de Chickasaw, Bremer i Buchanan, passant per Independence i Anamosa. Més avall gira cap a l'est, fent de límit entre els comtats de Clinton i Scott. S'uneix al Mississipi a la Princeton Wildlife Management Area, on aquest riu fa frontera entre els estats d'Iowa i Illinois, a 16 km al sud-oest de Clinton.
El riu Wapsipinicon té una conca fluvial llarga i estreta drenant una superfície de 6.578 km², dels quals tots menys 33,6 km² pertanyen a Iowa (Schwob, 1971). La topografia de la conca passa de relativament plana a la part superior de la conca a un tram més accidentat, amb ràpids a la part inferior. L'ús del sòl de la conca és principalment agrícola.
Defineix el límit occidental de l'anomenada àrea sense deriva. El "Wapsi" (nom popular a la zona riberenca) té una conca suau i un transcórrer lent, mentre que cau al Mississipi passant per canyons accidentats.
Les inundacions del 1993 i del 1999, foren les inundacions més greus a la regió i van causar danys generalitzats a les terres de conreu circumdants. La inundació dels dies 19 al 25 de juliol de 1999 al Wapsipinicon i a les valls del Cedar River, es va produir per la suma de dues fortes tempestes durant un període de 72 hores sobre el nord-est d'Iowa. La primera tempesta, que es va produir durant els dies 18 i 19 de juliol, va tenir continuïtat amb una segona tempesta a la mateixa zona durant els dies 20 i 21 de juliol.
El riu Wapsipinicon, a Iowa, passa vora les ciutats i comunitats de McIntire, Riceville, Deerfield, Frederika, Tripoli, Littleton, Otterville, Independence, Quasqueton, Troy Mills, Paris, Central City, Waubeek, Stone City, Anamosa, Olin, Oxford Junction, Oxford Mills, Massillon, Toronto, Wheatland, McCausland Folletts i Shaffton abans de desembocar al riu Mississipi.
El curs del riu Wapsipinicon conserva bona part dels aiguamolls naturals i hàbitats boscosos. Les zones humides i els boscos de les ribes permeten un àmpli espai inundable. La vida salvatge s'hi manté gràcies a les bones connexions fluvials, ja que nombroses espècies s'apleguen en els aiguamolls i en les aigües calmes per a la posta d'ous i la reproducció. Aquestes zones també protegeix el riu de sediments i contaminants.